# Polygala irregularis
Polygala irregularis är en jungfrulinsväxtart som beskrevs av Pierre Edmond Boissier. Polygala irregularis ingår i släktet jungfrulinssläktet, och familjen jungfrulinsväxter. Utöver nominatformen finns också underarten P. i. aegyptiaca.